# AJP

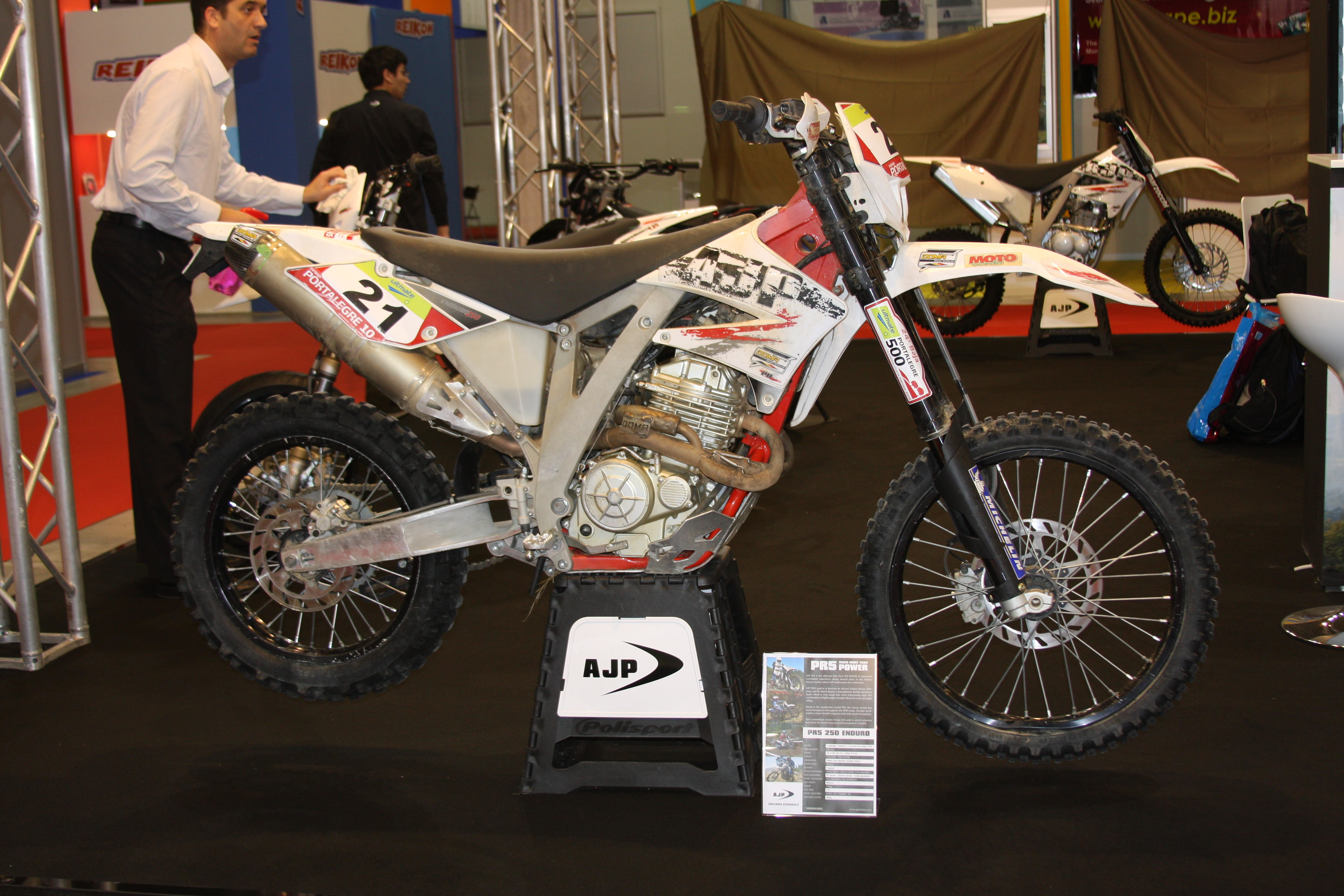
2010 AJP PR5 250cc

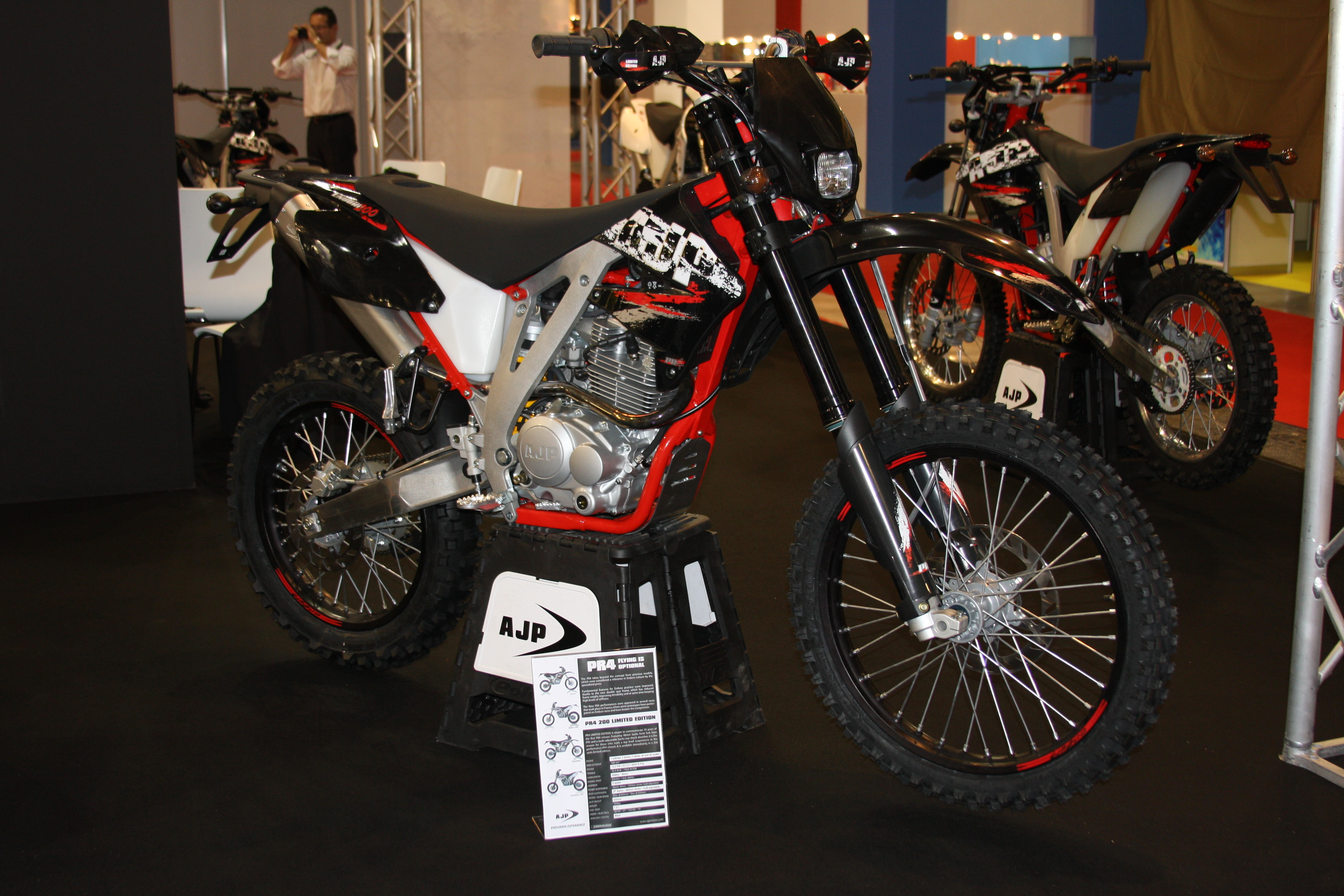
2010 AJP PR4 200cc Enduro

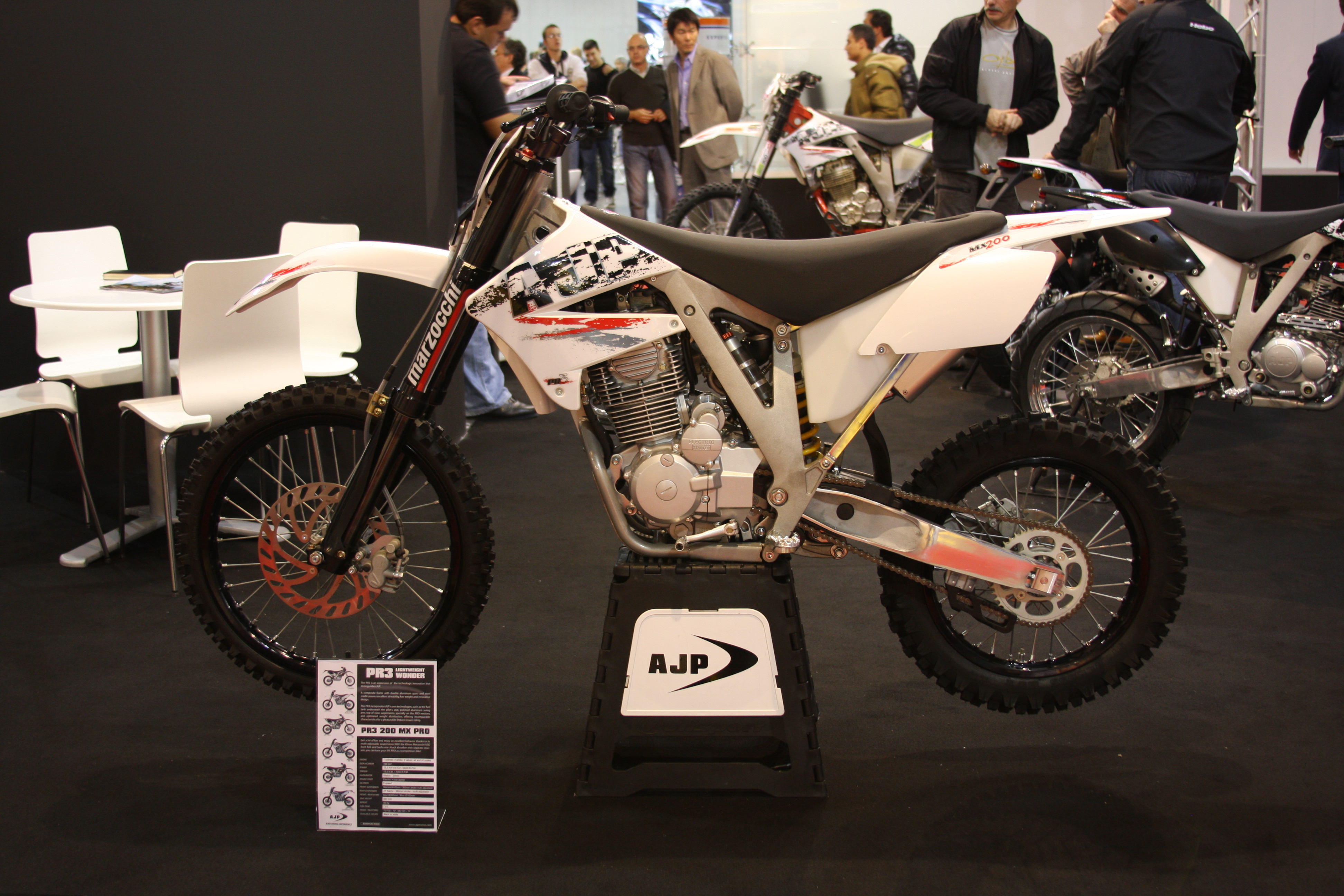
2010 AJP PR3 200cc MX

AJP Motos SA は、ポルトガル・ロウザダにあるオートバイメーカー・ブランドである。
企業スローガンは、"Enduring Experience"。

## 歴史
- 1981年 - アントニオ・ピントによるオートバイ修理とモディファイショップがオープン。
- 1987年 - AJPを設立。最初の2ストロークエンジンを装備した125ccのアリアナを発売
- 1991年 - 国営石油精製企業ペドロガウ・ガルプ・エネルギアとパートナーシップを締結し、2ストロークエンジンの合成石油のため二義的に開発に乗り出し、ガルプ50を開発した。

## おもな車種
- PR3 ENDURO
- PR3 ENDURO PRO
- PR3 MX
- PR3 MX PRO
- PR3 SUPERMOTO
- PR3 SUPERMOTO PRO
- PR4 ENDURO
- PR4 ENDURO PRO
- PR4 SUPERMOTO
- PR4 SUPERMOTO PRO
- PR4 EXTREME
- PR5 ENDURO
- PR5 SUPERMOTO
- PR5 EXTREME
- PR7